# Брюханов Віктор Петрович
Ві́ктор Петро́вич Брюха́нов (1 грудня 1935, Ташкент, Узбекистан — 12 жовтня 2021, Київ) — радянський інженер і директор Чорнобильської АЕС.

## Життєпис
Виріс у багатодітній родині. 1959 року закінчив енергетичний факультет Ташкентського політехнічного інституту. Працював на Ангренській ТЕС (Ташкентська область): машиніст підживлюючих насосів, помічник машиніста турбіни, машиніст турбіни, старший машиніст турбінного цеху, начальник зміни, начальник турбінного цеху.
1966 року запрошений працювати на Слов'янську ТЕС, де працював до 1970 року, де закінчив працювати на посаді заступника головного інженера.
Протягом 1970—1986 років неодноразово обирався членом бюро Київського обласного, Чорнобильського районного та Прип'ятського міського комітетів партії, депутат районної та міської рад.
Протягом 1970—1986 років займав посаду директора Чорнобильської АЕС. Після Чорнобильської катастрофи відсторонений з посади директора, в липні 1986 — липні 1987 — заступник начальника виробнично-технічного відділу ЧАЕС.
1986 року був делегатом XXVII з'їзду КПРС. 3 липня 1986 року рішенням Політбюро ЦК КПРС за промахи та помилки, що призвели до аварії на ЧАЕС, виключений з КПРС.
29 липня 1988 року разом із колишнім головним інженером станції Миколою Фоміним засуджений на 10 років позбавлення волі. Звільнений достроково через 5 років. 1991 року слідство встановило, що у конструкції реактора були технологічні помилки.
З лютого 1992 року — працівник ДП «Укрінтеренерго». Учасник ліквідації аварії на ЧАЕС, працював до 2008 року. Пенсіонер, проживав у Києві з дружиною Валентиною Михайлівною, переніс два інсульти.

## Нагороди
Лауреат Державної премії УРСР в галузі науки і техніки (за 1979 рік; за створення серії парових турбін одиничною потужністю 500000 кВт (типу К-500-65/3000) для атомних електростанцій), співавтори Вірченко Михайло Антонович, Герман Самуїл Йосипович, Капінос Василь Максимович, Касаткін Борис Сергійович, Косяк Юрій Федорович, Назаров Ігор Костянтинович, Панков Ігор Іванович, Рудковський Арій Федорович, Сухінін Віктор Павлович.

## Фільмографія
Згадується у документальному фільмі «Чорнобиль: Два кольори часу» (Укртелефільм, 1986-88). Був зображений у серіалі Чорнобиль, його грав актор Кон О'Ніл.